# أليسون كورن
أليسون كورن هي مجدفة كندية، ولدت في 22 نوفمبر 1970 في أوتاوا في كندا.

## وصلات خارجية
- أليسون كورن على موقع الاتحاد الدولي للتجديف (الإنجليزية)
- أليسون كورن على موقع اللجنة الأولمبية الدولية (الإنجليزية)
- أليسون كورن على موقع أوليمبيديا (الإنجليزية)